# パーカーアッシュ
パーカー アッシュ（Parker Ash、1988年11月1日 - ）は、ジャパンラグビーリーグワン狭山セコムラガッツに所属するラグビー選手。

## プロフィール
- ニュージーランド出身[1]。
- ポジションはナンバーエイト(No.8)。
- 身長 187cm、体重 110kg
- 旧名「アッシュ・パーカー」[2]。

## 略歴
バーナード高校、ヴィクトリア大学を経て、2012年、栗田工業ウォーターガッシュ(現・クリタウォーターガッシュ昭島)に加入。
2018年、日野レッドドルフィンズに加入。
2023年、セコムラガッツ(現・狭山セコムラガッツ)に加入。